# René Théodore Berthon
René Théodore Berthon, född 1776 i Tours, död 1859 i Paris, var en fransk konstnär.
René Théodore Berthon, som var elev till Jacques-Louis David, målade historiska och bibliska motiv. De var inte mer än habilt utförda men gav honom ändå ett visst rykte under det första franska kejsardömet och den bourbonska restaurationen. Bland hans verk märks porträtten av Pauline Bonaparte och Lady Morgan. Flera av hans historiska målningar finns i Versailles.